# الیور اچ.پی.تی. مورتون
الیور اچ.پی.تی. مورتون (به انگلیسی: Oliver H. P. T. Morton) سناتور سابق عضو حزب جمهوری‌خواه ایالات متحده آمریکا بود. وی در سال ۱۸۶۷ تا ۱۸۷۷ میلادی سناتور ایالت ایندیانا در سنای ایالات متحده آمریکا بود.